# Lista över primära länsvägar i Sverige
Detta är en lista över primära länsvägar i Sverige, det vill säga vägar med nummer mellan 100 och 499. Listan är uppdelad per län. Eftersom en länsväg, trots sitt namn, kan passera genom flera län, kan en länsväg finnas med under flera län.
Det finns även en lista över svenska vägar i nummerordning och listor över sekundära och tertiära länsvägar efter län.

## Aktuella länsvägar

### AB Stockholms län
| Väg    | Sträckning |
| ------ | --- |
| 222    | Stockholm (tpl Centralbron) (E 4.25)–Stadsgården –tpl Lugnet (260)–tpl Nacka–tpl Gustavsberg (646)–Ålstäket (274)–Strömma–Stavsnäs brygga jämte brygga                                  |
| 225    | Ösmo (73, 539, 545)–Sorunda–Söderängstorp (541)–Rosenhill (257)–Vårsta (226)–Gärtuna (502)–Morabergs tpl (E4, E4.19)                                                                    |
| 226    | Vårsta (225)–Tumba (258)–Huddinge (259, 259)–Älvsjö (271)–Örby (229)–gemensam sträckning med Södra Länken (75)–Gullmarsplan–tpl Johanneshov (E4.25)                                     |
| 227    | tpl Jordbro (73, 259)–Dalarö brygga jämte brygga |
| 229    | Stockholm (Örby) (226)–tpl Gubbängen (73)–Bollmora |
| 255    | Tullen (263)–Uppsala läns gräns vid Lövstaholm (–Uppsala) |
| 257    | Rosenhill (225)–St Uringe–Runsten–Håkstorp–Tungelsta– Västerhaninge–tpl Västerhaninge (73, 561)                                                                                         |
| 258    | Tumba (226)–Hågelby–tpl Hallunda (E 4, E 20 |
| 259    | tpl Fittja (E 4, E 20)–Holmgård–Huddinge (226, 226) (Gemensam sträckning med väg 226 Holmgård–Huddinge)– Storängen–Jordbro–tpl Jordbro (73, 227)                                        |
| 260    | tpl Handen (73)–Vendelsö–tpl Skrubba (Gemensam sträckning med väg 229 tpl Skrubba–tpl Älta)–tpl Älta (229)–Älta– Kolartorp–cpl Planiavägen–tpl Sickla (75)–tpl Lugnet (222)             |
| 261    | Stockholm (Brommaplan) (275)–Drottningholm–Tappström (800)–väghållningsgränsen vid Tappström (Bryggavägen)                                                                              |
| 262    | Edsberg (265)–tpl Danderyds k:a (E 18) (Danderydsvägen– Edbergsvägen) |
| 263    | (Övergran–) Uppsala läns gräns vid Värsta–N Håtuna (269)– Sigtuna (Pilsbo)–Tullen (255)–Söderby (273)–tpl Märsta (E 4)                                                                  |
| 264    | tpl Arninge (E 18,274)–Mossen (265)–Okvista (268) |
| 265    | tpl Häggvik (E 4)–Edsberg (262)–tpl Hagbylund (872, 873)– tpl Täby kyrkby–Mossen (264)–tpl Rosenkälla (E18, 276, 975)                                                                   |
| 267    | tpl Stäket (E 18)–Klubbacken–tpl Rotebro (E 4) |
| 268    | tpl Glädjen (E 4)–Carlslund–Grana–Vallentuna–Okvista (264) –Angarn–tpl Karby/Brottby (E 18)                                                                                             |
| 269    | tpl Bro (E 18)–N Håtuna (263) |
| 271    | Stockholm (tpl Västertorp)–Älvsjö (226)–Farsta strand–tpl Trångsund (73) |
| 273    | Söderby (263)–tpl Arlanda (E 4, E 4.65)–tpl Benstocken (E 4.65, 905)–Trosta–Uppsala läns gräns vid Erikshamn (–Almunge) (Gemensam sträckning med väg E 4.65 tpl Arlanda–tpl Benstocken) |
| 274    | tpl Arninge (E 18, 264)–Kulla–Säby–Engarn–Vaxholm–färjeled över Vaxholmssundet–Rindö smedja–Oskar Fredriksborg– färjeled över Oxdjupet–Stenslätten–Ålstäket (222)                       |
| 274.01 | Väg till reservfärjeläget vid Rindö smedja |
| 275    | Stockholm (tpl Fredhäll) (E 4, E 20)–Alviksplan–Ulvsunda (279)–Brommaplan (261)–Vällingby–Hjulsta (E 18)–Akalla– tpl Tureberg (E 4)                                                     |
| 276    | tpl Rosenkälla (E 18, 265)–Åkersberga–Roslagskulla–Vettershaga– Penningby (278)–tpl Frötuna (E 18)–Norrtälje (76)                                                                       |
| 277    | Stockholm (Roslagstull) (E 18.20, E 20) (gemensam sträckning med E 20, Roslagstull–Tegeluddsvägen)–Ropsten–Lidingö centrum                                                              |
| 278    | Penningby (276)–Hysingsvik–Humlö–Svartnö–Furusund |
| 279    | Ulvsunda (275)–Rinkeby (E 18) (Ulvsundavägen) – samt Rinkeby (E 18)–Sollentuna (Kista tpl) (E 4) (Kymlingelänken)                                                                       |
| 280    | Söderhall (E 18)–Rö–Rimbo (77) (Gemensam sträckning med rv 77 genom Rimbo)–Edsbro (282)–Unungehöjden (76)                                                                               |
| 282    | (Almunge–)Uppsala läns gräns vid Vrå–Edsbro (280) |
| 283    | Söderbykarl (76)–Broby–Älmsta–Väddö–Grisslehamn |

### C Uppsala län
| Väg    | Sträckning |
| ------ | --- |
| 254    | Albäck (70) - Heby (72) |
| 254.01 | Förbindelseväg (70-254). |
| 255    | Stockholms läns gräns vid Lövstaholm -Skålsta (1043) -Vassunda (1042) - Edeby (1046) - Säby (1051,1039) - Rickebasta (1045) - Alsike k:a (1041) - Flottsund (602) - Kuggebro (601) - Uppsala Gnista (E4.10). |
| 263    | Litslena (55) - Ekolsund (541,581) - St. Kumla (582) - Varpsundet (545) - Ekbacken (555) - Stockholms läns gräns vid Värsta (-Sigtuna).                                                                      |
| 272    | Uppsala (55) - Åkerby (633, 629) - Jumkil (624) - Harbo (863,645) - Östervåla (858) - Kerstinbo (56) - Gävleborgs läns gräns.                                                                                |
| 273    | (Märsta-) Stockholms läns gräns vid Erikshamn - Åby (77) – Almunge (282) – Bärby (661) - Österedinge(661) – Tuna (663, 665) – Spånga (687, 288).                                                             |
| 282    | Kumla tlp 187 (E4 - Länna (1074, 659) - Almunge (1076, 273) - Knutby (1073, 1084, 675) - Stockholms läns gräns vid Vrå (-Edsbro).]                                                                           |
| 288    | Uppsala (E4/55 tlp nr 188) – Rasbo (661/673) – Spånga (273) – Alunda – Gimo (292) – Börstil (76). |
| 290    | Fullerö tlp 189 (E4) - Storvreta (696) – Vattholma (703) – Österbybruk (292) – Älglösa (710) – Mariebol (724) – Vigelsbo – Strömsbro (1129) – Vamsta (1126-1126) – Forsmark (76).                            |
| 291    | Mehedeby (E4) – Marma (771,771.01) – Stallmon (759) – Älvkarleby (76). |
| 292    | Söderfors (757,760,763) – Gubbo (E4) – Tierp tlp 193 (E4) -Tobo (727) - Örbyhus (709,716) - Österbybruk (290) - Gimo (288) - Harg (76) -Hamnen i Hargshamn.                                                  |

### D Södermanlands län
| Väg    | Sträckning |
| ------ | --- |
| 214    | Läppe(52) – Rörvik(586) – Hjälmarsvik(582) – Forsbrotorp(600) – Äsköping(596,602) – Äs(56) – Lerbäcken(699) – Hökärr(682) – Arvidstorp (699)- St Alstugan(703) – Lillnäset(704) – Grindstugan(707) – Toltäppan(700) – Eriksberg(707) – Hållsta(694)- Husby (727) – Skogstorp(230) |
| 216    | Gammelsta(E4) – Sandstugan(537) – Kåsta(614) – Danbyholm(535) – Vedeby(538) – väg till och förbi Björkviks k:a(616) – Mjölhult(540) – Karlshäll(539,617) – Almliden(542) – Dämbol(52) |
| 218    | Uddbergagatan i Trosa – Högbergsgatan – Ådavägen i Trosa(782,786,5100) – Åda(787) – Trosa landskyrka (785) – Vagnhärad Ö:a(800) – Vagnhärad V:a(219) – tpl 138 (E4) |
| 219    | Nyköping(E4.09)- Sjösa(223.01) - Ånga(759)-Helgö(774) - Sanda(765)- Ingelsta(778) – Nynäs(766) - Gökbacken (767) – Skällberga(782) – Alby(800) – Vagnhärad V:a (218). Genomfart Nyköping: Trosavägen |
| 221    | Bettna(52,635) – Dalby(640) – Bjuddby(655,647) – Tjära(649) – Dammkärr(653) – Flen(Lida) 55 (Gemensam sträckning med 55 och 681 Lida – Flens centrum) |
| 223    | Nyköping(Sandstugan) (E4.09) – Skoghyddan (223.01) – Svärta(800,810) – Skälby(814) – Fridhem (815) – Torsberga(817) – Aspa(820,824,826) – Marieberg (829) – Penningby(828) – Slängen(830) – Björnlunda (57,853,866) (Gemensam sträckning med 57 Björnlunda –Björnlunda) – Björnlunda(57) – Vänga(864) – Tibble (865) – Nybygget(888) – Avla(889) – Blacksta (867) – Blackstabro(892) – Laxne(873) – Hjälmsättertorp (916) – Läggesta(917,990)- tpl 139(E20,990) –Marielund (Trekanten)(919)-Mariefred(978,980) |
| 223.01 | Skogshyddan(223) – Sjösa(219) |
| 224    | Sandbrink(800) – Kärrtorp(836) – Valla(835) – Ekbacken (834) – Gnesta(St Sigtuna,57) |
| 230    | St Sundby(56)- Öja k:a(719)- Lista(723)- Hälleby (725)- Sundtorp(726)- Hyndevad(736)- Skogstorp(214) – Västerleden – tpl 131(5310, E20) |

### E Östergötlands län
| Väg | Sträckning |
| --- | --- |
| 131 | Österbymo (134)–Asby k:a –Ramfall – Jönköpings läns gräns vid Ramsmåla (–Tranås) |
| 134 | (Eksjö–) Jönköpings läns gräns vid Hesterslid –Rydsnäs -Österbymo (131)–Årteflod–Kisa (23/34)–Råsö bro–Oppeby–Söderö–Åtvidaberg (35). Genomfart: Kisa: Ydrevägen– Storgatan – Enebygatan |
| 135 | Bränntorp (23/34) –Horn–Hycklinge–Kalmar läns gräns vid Vårdslunda (– Gamleby) |
| 206 | Vadstena (50) – Skänninge (32) samt Skänninge (32) – Öjebro – Tpl Mantorp (E4) |
| 209 | Norrköping (E4.08/E22, tpl Ljura) – Ö Husby–Arkösund. Genomfart: Norrköping: Arkösundsvägen – Söderleden                                                                                 |
| 210 | Tpl Norsholm (E4, 215) –Klubben – Söderköping (E22) – Skönberga (E22)– Hösterum – S:t Anna –Tyrislöt. Genomfart: Söderköping: Erik Dahlbergsgatan–Valdemarsviksvägen                     |
| 211 | Borensberg (34, tpl Borensberg) –Tjällmo – Örebro läns gräns vid Örmon (51) |
| 212 | Mossebo (E22) –Valdemarsvik–Gryt–Fyrudden. Genomfart: Valdemarsvik: Storgatan–Hamngatan                                                                                                  |
| 215 | Tpl Norsholm (E4, 210)–Norsholm–Kimstad–Skärblacka–Finspång (51). Genomfart: Finspång: Linköpingsvägen                                                                                   |

### F Jönköpings län
| Väg    | Sträckning |
| ------ | --- |
| 125    | (Kalmar-) Kronobergs läns gräns vid Hultanäs-Vetlanda (tpl Vetlanda östra) (47) |
| 127    | Värnamo (tpl Värnamo norra) (E4, E4.17)-Boda (30) -Vrigstad (30)-Sävsjö (128)-Vetlanda (cpl Vetlanda västra) (31, 47) |
| 128    | Sävsjö (127)-Stensjön (cpl 860)-Stensjön (tpl Stensjön) (31.02)-Broarp (40) |
| 129    | Mariannelund (40)-Kalmar läns gräns vid Stenkulla (-Slätten) |
| 131    | Östergötlands läns gräns vid Ramsmåla-Sjöarp (1053)-Tranås (cpl, 1012)-Tranås (tpl Tranås norra) (32, 1009). Genomfart Tranås: Ydrevägen-Mjölbyvägen-Holavedsvägen                                                                                               |
| 132    | Huskvarna (tpl Huskvarna södra) (E4, 943.01)-Huskvarna (132.01, 993)-Stensholm (cpl 944, 985)-Aneby (961, 971, 967.01)-Bredestads k:a (32, 1046). Genomfart Huskvarna: Grännavägen- Kruthusgatan-Sylviagatan-Ådalsvägen                                          |
| 132.01 | Huskvarna förbindelseväg mellan (132) och (tpl Huskvarna norra) (E4, 993). Genom Huskvarna: Grännavägen. |
| 133    | Gränna (tpl Gränna) (E4, 993)-Adelövs marknadsplats (998)-Gripenberg (1007, 982, 1007)-Säby (32)-Tranås |
| 134    | Eksjö-Norrlunda (32)-Östergötlands läns gräns vid Hesterslid (-Kisa) |
| 151    | Värnamo (tpl Nöbbele) (27, 606)-Värnamo (E4.17)-Värnamo (846)-Hillerstorp (cpl Hillerstorp) (152)-Gnosjö (631.01, 631, 623)-Vik (26, 592). Genomfart Värnamo: Malmövägen-Lagastigen-Jönköpingsvägen.                                                             |
| 152    | Bredaryd (cpl 153, 500)-Bredaryd (tpl Bredaryd)(27)-Hillerstorp (cpl Hillerstorp) (151)--Skillingaryd (tpl Skillingaryd södra) (E.4, 806, 846.05) |
| 153    | (Varberg-) Hallands läns gräns vid Hökabäck-Skeppshult (26)-Smålandsstenar (cpl 26)-Reftele (cpl Reftele) (545, 599)-Bredaryd (cpl 152, 500)-Bredaryd (cpl Bredaryd) (27)-Värnamo (tpl Sörsjö) (561)-Värnamo (tpl Mossle) (558)-Värnamo (tpl Nöbbele) (151, 606) |
| 156    | Västra Götalands läns gräns vid Portesbo-Norra Unnaryds K:a (652)-Norra Unnaryd (26) |
| 185    | Bottnaryd (40, 671, 674)-Mullsjö (cpl 26,47, 1789) |
| 195    | Månseryd (tpl Månseryd) (26, 47, 653)-Prinsfors (679.01)-Bankeryd (670)-Domsand (tpl Domsand)-Kärnekulla (cpl 1819)-Västra Götalands läns gräns vid Henebacken (-Hjo)                                                                                            |
| 195.01 | Förbindelseväg mellan södra och norra anslutningen till väg 195 i trafikplats Fiskebäck (195) |

### G Kronobergs län
| Väg    | Sträckning |
| ------ | --- |
| 116    | (Kyrkhult-) Blekinge läns gräns väster Fridafors - Fridafors (645, 126). Genomfart Fridafors: Kyrkhultsvägen |
| 117    | (Vittsjö-) Skåne läns gräns vid Högholma-Markaryd (tpl Markaryd S) (E4) |
| 119    | (Lönsboda-) Blekinge läns gräns vid Stensjönäs - Ryd (126). Genomfart Ryd: Värendsgatan |
| 120    | Tpl Strömsnäs/Traryd (E4, 506)-Traryd (120.01, 521)- Agghult (580)-Delary (578)- Älmhult (600)- Äskya (23) Möllekulla (637)-Ållnebro (636, 656)- Bråthult (658) Fanaholm (638, 657)-Häradsbäck (640, 661)-Ålshult (126)-Norraryd (126)-Urshult (660, 650, 681, 652)-Tingsryd (651, 30, 797) [Gemensam sträckning med väg 30 Tingsryd-Kungsstenarna]- Kungsstenarna (30)-Konga (783)-S. Sandsjö- Rävemåla (122)-Kalmar läns gränser vid sjön Flaken (-Emmaboda). Genomfart Traryd: Skansvägen-Älmhultsvägen. Genomfart Älmhult: Hallandsvägen -Danska vägen. Genomfart Urshult: Södra vägen |
| 120.01 | Traryd (120, 521, 519)-Hjulsnäs (588)-tpl Hjulsnäs (E4). Genomfart Älmeboda: Värendsvägen. Genomfart Linneryd: Växjövägen |
| 122    | (Eringsboda-) Blekinge läns gräns vid Gränsen- Yxnanäs (790)-Rävemåla (120)-Älmeboda (813, 815) Linneryd (831)-Ingelstad (30) |
| 124    | Garanshult (23)-Liatorp (600)-Tjurkö-Myrarås (598, 599)-Grimmarp (602)-Össjö (592, 601)- Ljungby (25.05) (Vägvisas gemensamt med väg 23 Garanshult – Älmhult). Genomfart Liatorp: Virdavägen. Genomfart Ljungby: Vadgatan-Gängesvägen |
| 125    | (Gemensam sträckning med väg 23 och väg 138 Kalmar läns gräns vid Dalen-Massamåla) Massamåla (138)-Jönköpings läns gräns vid Hultanäs (-Vetlanda) |
| 126    | (Karlshamn-) Blekinge läns gräns vid Fridafors- Fridafors (116)-Ryd (119)-Norraryd (120) (gemensam sträckning med väg 120 Norraryd-Ålshult)- Ålshult (120)-Gottåsa (23)-Vislanda-Alvesta-tpl Hjärtenholm (25)-Moheda-Bredhult (30). Genomfart Fridafors: Åvägen-Rydvägen. Genomfart Ryd: Fridaforsvägen-Värendsgatan-Storgatan. Genomfart Alvesta: Blädingevägen-Allbogatan |

### H Kalmar län
| Väg | Sträckning |
| --- | --- |
| 120 | (Tingsryd - ) Kronobergs läns gräns vid Flaken - tpl. Emmaboda (28) - Örsjö (25) |
| 125 | Kalmar - (tpl Lindsdal) (E22) - Åby k:a (595) - Bäckebo (603) - Knivingaryd (574) - Grönskåra (655, 661) - Fagerhult (37) - Kronobergs läns gräns vid Dalen ( - Vetlanda)                                                                                                 |
| 129 | (Mariannelund - ) Jönköpings läns gräns vid Stenkulla - Slätten (23,34) ( - Hultsfred) |
| 130 | Torsås (504) - Söderåkra (524) - Söderåkra k:a (570)Torsås (504) - Söderåkra (524) - Söderåkra k:a (570) |
| 135 | (Kisa - ) Östergötlands läns gräns vid Vårdslunda - Odensviholm (844) – Stångeland (35) – tpl Gamleby N (E22) – Gamleby (867) |
| 136 | Ottenby - Grönhögen - Degerhamn - Bengtstorp jämte anslutningsväg 136.01 till Mörbylånga - Björnhovda - tpl Algutsrum (137) - Borgholm jämte anslutningsvägar 136.03 och 136.04 till Borgholms centrum - Högby – Böda - Byxelkrok - Nabbelund (färjeläget) jämte vändplan |
| 137 | Kalmar (tpl Ölandsleden) (E22) - Kalmar (tpl Tallhagen) - Öland (tpl Färjestaden) (958) - tpl Algutsrum (136) |
| 213 | Björnsholm (E22) - Lofta k:a (867) - Loftahammar (874) – Aleglo (875) - Källvik |

### I Gotlands län
För allmän information om länsvägarna på Gotland, se Primära länsvägar på Gotland.
| Väg | Sträckning |
| --- | --- |
| 140 | Fidenäs (142) – Sproge – Klintehamn (141) – Västergarn (575) – Kroks (600, 601) – Visby (142/148, 143, 148). Genomfart Visby: Söderväg, Solbergagatan, Norra Hansegatan och Broväg                                                |
| 141 | Hemse (142) – jämte grenväg 141.01 mot Burgsvik (142) – Klintehamn (140). Genomfart Hemse: Fardhemsvägen |
| 142 | Burgsvik (506) – Fidenäs (140) – Havdhem – Hemse (141.01, 141) – Sindarve (Hemse) (144) – Linde (545, 546) – Simunde (564) – Tass (563) – Isums (578, 592, 604) – Visby (148, 140) – Visby hamn (148). Genomfart Hemse: Storgatan |
| 143 | Hallute (144) – Ala (146) – Sjonhem – Roma – Visby (148, 147, 140). Genomfart Visby: Follingboväg - Österväg |
| 144 | Sindarve (142) – Lye – Garda – Hallute (143) - Ljugarn |
| 146 | Ala (143) – Kräklingbo – Gothem – Haga (626) – Boge kors (147) |
| 147 | Visby (143) – Hejdeby – Krampbro (623) Krampbro (638) – Burs (634) – Bäl – Boge kors (146) – Slite – St Banne (148). Genomfart Visby: Slitevägen. Genomfart Slite: Solklintsvägen                                                 |
| 148 | Visby hamn (142) – Visby (140, 148) – Tingstäde – St Banne – Lärbro (149) – Fårösund (färjeläget). Genomfart Fårösund: Fårövägen                                                                                                  |
| 149 | Visby – Lummelundsbruk – Stenkyrka – Kappelshamn – Lärbro (148). Genomfart Visby: Lummelundsväg |

### K Blekinge län
| Väg | Sträckning |
| --- | --- |
| 116 | (Bromölla-) Skåne länsgräns vid Östad-Jämshög (15). Samt Olofström (15,)- Kronobergs läns gräns väster Fridafors (-Fridafors) (Vägvisas gemensamt med väg 15 Jämshög-Olofström.). Genomfart Olofström: Kyrkhultsvägen |
| 119 | (Lönsboda-) Skåne läns gräns vid Hjortnabben-Kronobergs läns gräns vid Stensjönäs (-Ryd) |
| 122 | Tpl Karlskrona öst (E22)-Uddabygd (28)- Alnaryd (685)-Eringsboda (653) (688) - Kronobergs läns gräns vid Högalund (-Växjö)(Gemensam sträckning med 28, Tpl Karlskrona öst-Uddabygd                                    |
| 123 | Tpl Listerlandet (E22, 523)-Norremark (509)- Mjällby (505,552)-Hörbygård (506)-Hannetorp (507,516)-Lassabo (520)-Skogshagen (501)- Nogersund jämte väg 123.01 till Nogersunds hamn                                    |
| 126 | Asarum (29)-Svängsta-Kronobergs läns gräns vid Fridafors (-Ryd) |

### M Skåne län
| Väg    | Sträckning |
| ------ | --- |
| 100    | Skanör/Falsterbo - tpl 8 Vellinge S(E6) |
| 100.01 | Mellangatan i Skanör |
| 100.02 | Falsterbovägen i Falsterbo |
| 101    | Malmö, tpl Jägersro(E65.01) - cpl Klörup(108) - Brasakallt(9). Genomfart Malmö: Käglingevägen |
| 102    | Tpl Sandåkra(E65) - Veberöd(102.02, 102.01) - tpl Veberöd – cpl Dalby (11) – tpl 21 Gastelyckan (E22) |
| 102.01 | Veberöd(102,102.02) - Veberöd Ö(11) |
| 102.02 | Förbindelseväg i Veberöd(102, 102.01) |
| 103    | Tpl 20 Lomma(E6) - cpl Flackarp(108) - tpl Värpinge(108) - cpl Fjelievägen i Lund(E6.02) |
| 104    | Cpl Saxtorp(110) - Kävlinge(Tungan)(108) - Kävlinge(108) - tpl 23 Gårdstånga(E22, 113) - S Åsum(13) |
| 105    | Tpl 37 Hjärnarp(E6/E20, 1793) - Förslöv - Grevie - V Karup - Hov(115) - Torekov. Genomfart Torekov: Strömmen, Storgatan, Båstadsvägen |
| 106    | Teckomatorp(17) - Kågeröd(109) |
| 107    | Bjuv(110) - Brogårda - Ekebro - tpl 32 Strövelstorp(E6/E20) - cpl N Varalöv V(112) – cpl Brännborn(13, 1710). Genomfart Ängelholm: Helsingborgsvägen, Kungsgårdsleden |
| 108    | Trelleborg(9) - cpl Klörup(101) - tpl 11 Svedala(E65) - tpl Staffanstorp Ö(11) - tpl 19 Lund S(E22) - cpl Flackarp(103) - tpl Värpinge(103) - tpl Gunnesbo(E6.02) - Kävlinge(104) samt cpl Tungan(104, 926) - Marieholm(17 - 17) - Ask(109) - Röstånga(13) - Hyllstofta(21) - Perstorp, cpl Arons väg (21) - Bälinge(24, 1876, 1848) - tpl 72 Örkelljunga(E 4). Genomfart Trelleborg: Bryggaregatan – Lundavägen. Genomfart Perstorp: Arons väg - Oderljungavägen |
| 109    | Tpl 28 Helsingborg S(E4, E6/E20) - cpl Bårslöv(1370) - tpl Välluv(1371) - cpl Ekeby(110, 1173) - Billesholm(110) - Kågeröd(106) - Ask(108) |
| 110    | Tpl 24 Lundåkra(E6/E20) - cpl Saxtorp(104) - cpl N Möinge(17) - cpl Ekeby(109) - Billesholm(109) - Bjuv(107) - tpl 65 Hyllinge(E4) |
| 111    | Helsingborg, tpl 27 Ättekulla(E4) - tpl Brohult(E4.23) - Höganäs(112) - Mölle. Genomfart Helsingborg: Österleden. Genomfart Höganäs: Södra vägen - Kullagatan |
| 112    | Höganäs(111) - cpl N Varalöv V(107) - tpl 33 N Varalöv(E6) - tpl 67 Åstorp(E4, 21) |
| 113    | Tpl 23 Gårdstånga (E22, 104) - cpl Eslöv N (17) - Hasslebro (13) |
| 114    | Munka Ljungby(13) - Örkelljunga(1846, 24) |
| 115    | Torekov(105) - Hov(105) - Båstad(1749, 1730) - tpl 39 Ö Karup(E6/E20) - Hallands länsgräns vid Ö Karup(- Våxtorp). Genomfart Torekov: Strömmen, Storgatan, Båstadsvägen. Genomfart Båstad: Torekovsvägen, Köpmansgatan, Hallandsvägen |
| 116    | Tpl 44 Bromölla(Jägartorpet)(E 22, 2083) - Blekinge länsgräns vid Östad(- Olofström). Genomfart: Bromölla: Öster om centralorten |
| 117    | Hässleholm, tpl Vankiva(21) - Kronobergs länsgräns vid Högholma(- Markaryd) |
| 118    | Olseröd(19) - tpl 40 Hammar(E22) - Bjärlöv(19) |
| 119    | Hässleholm, tpl Stoby(21, 1928) - cpl Ljunghuset(23, 2022) - Skea - Broby(19) - Lönsboda(121, 15) - Blekinge länsgräns vid Hjortnabben(- Ryd) |
| 121    | Lönsboda(15, 119, 2101) - Loshult(23) |

### N Hallands län
| Väg    | Sträckning |
| ------ | --- |
| 115    | (Östra Karup) - Skåne läns gräns vid Ö Karup - Hasslöv (509) - Våxtorp (24) |
| 150    | Falkenberg (154, 744) (Holgersgatan) – Nygatan (735) – Brogatan (Tullbron) – Strandvägen (696) – tpl Ågård (767) – tpl Falkenberg Syd (E6) – Årstad – Torup (26) |
| 150.01 | Skravelsbo (26) – Torups jvgstn (150) |
| 153    | Varberg (Cirkulationsplats Lassabacka) (41, 760, 801) - tpl Varberg Centrum (E6) - Klastorp - Rolfstorp - Ullared (154) - Ätran - Fegen - Jönköpings läns gräns vid Hökabäck (-Värnamo) |
| 154    | Falkenberg (150, 744) (Holgersgatan - Lasarettsvägen - Varbergsvägen) - Cirkulationsplats Tånga (767) - tpl Falkenberg Centrum (E6) - Vinberg - Köinge (711, 782) - Nydala (784) - Ullared (153) - Fridhemsberg (825) - Hårsared - Älvsered - Västra Götalands läns gräns vid Vik (-Svenljunga) |
| 158    | Kungsbacka (E6.14) (Säröleden) - tpl Kungsbacka Centrum (E6) - Vallda (942) - Kyrkobyn - tpl Särö - tpl Kullavik - Västra Götalands läns gräns vid Lindåsmotet (-Göteborg) |

### O Västra Götalands län
| Väg    | Sträckning |
| ------ | --- |
| 154    | Hallands läns gräns vid Vik – Mjöbäck (1538,1532) – Torshög (1540) – Hallåsen (1541) – Överlida (1544, 1546) Holsljunga (1530, 1550) – Karkashult (1531) – Axelfors (1555) – Örsås (1582, 1583) – Svenljunga (1552, 156) – Ljungafors (1659) – Kålarp (1676) – Billeberg (1677) – Sexdrega (1660) – Kila (27, 1679). |
| 155    | Hönö Rödsund (575) – Lilla Varholmen (1135) – Hjuviks Bryggväg – Hällsviksvägen (559) – Flyghamnsvägen (591) – Bur (563) – Syrhålamotet – Raffinaderivägen – Sörred (564) – Kärrlyckegatan – Arendalsvägen – Ytterhamnsmotet – Vädermotet (E6.20). Genomfart Göteborg: Öckeröleden |
| 156    | Ryamotet (27, 40, 554) – Eriksmyst (503) – Hällingsjö (1614, 527) – Kärra (1611) – Björlanda (528, 1609) – Dukared (1617) – Hyssna (1612, 1626) – Hede (1630) – Hjorttorp (1604) – Skene backa (1607) – tpl Skene (41) – Örby (1526, Kinnavägen) – Haratången (1647, 1548) – Fredared (1649) – Hunnaryd (1650) – Reaskäl (1655) – Lyckås (1656) – Bäckäng (1551, 1553) – Svenljunga (154, 1673) – Axelfors (1582) – Tranemo (1578, 1587) – tpl Björsdamm (27) – Nittorp (1720, 1725) – Gölingstorp (1723) – Ljungsarp (1728) – Jönköpings läns gräns vid Portesbo |
| 157    | Tranemo: Tåstarpsgatan, Brogatan, Storgatan Limmared (27) – Limmared (1675) – Södra Åsarps kyrka (1680) – Ås (1720) – Oltorp (1723, 1723.01) – Kättebo (1727) – St Bystad (1728) – Gällstad kyrka (1696) – Gällstad (1700) – Götåkra (1714) – Källebacka (1736) – Marbäck (1715, 1715) – Ulricehamn (1739, 1721, 157.01, 40.01) |
| 157.01 | Ulricehamn (157) – Tegelbruksgatan – Bronäsgatan – Trafikplats Karlsnäs (1709 |
| 158    | Hallands läns gräns vid Lindåsmotet (517) – Brottkärrs-motet (501, 560) – Hovåsmotet (560) – Askim – Järnbrottsmotet (E6.20) |
| 160    | Stora Högamotet (E6, 645, 650) – Strandnorum (647) – Nösnäsmotet (649, 770) – Almön (169, 722) – Sundsby (710) – Säckebäck (1158) – Varekil (178,734) – Övre Hoga (770) – Högeliden (764) – Henån (752) – Gåre (773, 766) – Hälle (790) – väg till Högås kyrka (789) – Rotvik (161, 787) |
| 161    | Ulseröd (162) – Lögås (785) – Bokenäs (801, 791) – Lanehed (802) – Bäcken (805) – Rotvik (160, 787, 788) – Holma (788) – Västra Torp (786) – Norra Torpmotet (E6, 832). Färja: Färjeled över Gullmarsfjorden |
| 162    | Drottninggatan – Landsvägsgatan – Ulseröd (161) – Skal (834) – Lyse (831, 839) – Häggvall (840, 830) – Heden (825) – Gåseberg (841) – Häller (846) – Brastad (828, 843) – Övre Tuntorp (851) – Heden (825) – Brodalen (819, 852) – Dalaborg (855) – Hallinden (171, 820, 820) – Uteby (817) – Gläborgs före detta hållplats (856) – Gläborgsmotet (165, E6, 832) |
| 163    | Grindmotet (E6, 908) – Humlekärr (896) – Sjöröd (891) – Kville (911, 902) – Kamstorp (914) – Edsten (917) – Fjällbacka (915, 917) – Källvik (918) – Långesjö (1001.01, 1001) – Åseröd (1000) – Vik (1002) – Hala (1005) – Nästegård (1007) – Rörvik (1008) – Grebbestad (1008, 1010, 1012) – Greby (1013) – Säm (1018, 1016, 1015) – Rörängen (990) – Rylandsmotet (E6, 920) – Tanumsmotet (E6, 914) – Fossum (975) – Tyft (959) – Tungene (958) – Klinkenborg (955) – Norra Naverstad (966, 165). |
| 164    | Strömstad (1030, 176) – Strömstadsmotet (E6) – Skee (990) – Grålös (985) – Skärje (988) – Valex (983) – Lytorp (982) – Rämne (981, 979) – Ejgde (969) – Hålkekärr (165) – Backa (966, 165) – Klageröd (960) – Fagerhult (968) – Loviseholm (2180) –Björnlidmon (964) – Lundby (2101) – Mon (166, 2182) – Skottbacka (2115) – Hökesäter (2097) – Ed (2116.01, 2183) – Kårslätt (166) – Vassända (2192) – Grorud (2193) – Anfastebyn (2189) – Steneby (172) – Korsbyn (2197) – Grimmerud (2236) – Skåpafors (172, 2198) – Kroken (2198) – Laxarby (2238, 2248) – Germundebyn (2241) – Edsleskogs kyrka (2255) – 2242.01 – Bräcke (2242) – Västra Finntorp (2240) – Forsbacka (2256) – Tallåsen (2243) – Åmål (E45) |
| 165    | Gläborgsmotet (162) – Östeby (857) – Dingle (174, 929, 929) - Svarteborg (930, 931, 931) – Hällevadsholm (948, 911) – Skulestad (960) – Smeviken (949) – Fressland (961) – Äspelunden (961,955.01) – Tingvall (962) – väg till Naverstads kyrka (965) – Norra Naverstad (163) – Backa (164) – Hålkekärr (164) – Vassbotten (969, 968) – riksgränsen. |
| 166    | Riksgränsen – Dals-Högen (2181) – Bästorp (2180) – Mon (164, 2182) – Skottbacka (2115) – Hökesäter (2097) – Ed (2116.01, 2183) – Kårslätt (164, 2109) – Hindalebyn (2110) – Tingvalla (2111) – Lunnane (172, 2107) – Bäckefors (2108, 172) – väg till och förbi Bäckefors lasarett och Bäcke kyrka (2216, 2216) – Björtveten (2125) – Tomten (2124) – väg till Dalskogs kyrka (2147) – Bengterud (2217) – Årbol (2218) – Skogsbol (2135) – Gunnarsnäs kyrka (2148, 2219) – Mellerud (E45) |
| 167    | Lyckornamotet (E6, 671, 680) – Skafteröd (659) – Grinneröd (660, 650, 663) – Hasteröd (2039) – Ström (625, 2025) – Lilla Edet (2022) – Norra Lilla Edetmotet (E45, 2014) |
| 168    | Kungälvsmotet (E6, 625) – (623) – (608) – (604) – Ekelöv (613) – Risby (611, 614) – Grinden (608, 623) – Ytterby (604) – Vävra (616) – Tjuvkil (570) – Väg till Tjuvkils huvud (612) Vrångholmen – Marstrand |
| 169    | Almön (160, 722) – Habborsby (723) – Budalen (716) – Aröd (721) – Bleket (720) – Rönnäng (718) |
| 170    | Stenungsundsmotet (E6, 649) – Holm (646) – Stenungsund (770) |
| 171    | Ödby (174) – Lycke (870, 872) – Lyckan (869) – Ödstoft (868) – Stranderäng (900) – Hallinden (162) |
| 172    | Kurödsmotet (44, 688) – Nordmanneröd (694) – Fagerhult (700) – Knotten (2065) – Ellenö (2074) – Dagsholm (924) – Stommen (2067, 2077) – Ödeborgs kyrka (2067.01) – Färgelanda (2081,173, 2100) – Hjärtsäter (2084) ) – Rösäter (2086) – Högsäter (2117, 2090) – Solberg (2091) – Tångelanda (2120) – Härsängen (2122) – Stora Torp (2097) – Grösäter (2094, 2120) – Stora Bön (2124) – Arnebyn (2107) – Bäckefors (166, 2108) – Lunnane (2107, 166) – Ödskölts kyrka (2189) – Backen (2190) – Steneby Munkedalen (2237) – väg till Steneby kyrka (2196) – Steneby (164) – Grimmerud (2197, 2236) – Skåpafors (164) – Bengtsfors (2206, 2199) – Lofterud (2251) - Kråkviken (2252) – Känsbyn (2252) – Värmlands läns gräns vid bro över Dalslands kanal i Gustavsfors. Genomfart: Bengtsfors: Strömgatan, Karlsbergsvägen |
| 173    | Färgelanda (172, 2100) – Västra Stigen (2084) – Östra Stigen (2129) – Kuserud (2067) – Norra Rådane (2128) – Rådanefors (2065) – Västra Bodane (2064) – Hakerud (2127) – Kärsrud (2060) – Torp (2126) – Dykälla (E45) |
| 174    | Kungshamn (872) – Bäckevik (1186) – Röseberget (882) – Ödby (171) – Hunnebostrand (887) – Uleberg (888, 879) – Klev (868) – Sjöbackarna (879) – Brygge (900) – Ävja (870) – Vattneröd (893) – Orreberg (866) – Dalaberg (892) – Dinglemotet (E6) – Dingle (165, 929, 896). Genomfart: Dinglevägen – Bäckeviksvägen – Bäckevikstorg – Hotellgatan – Kyrkogatan |
| 176    | Strömstad (1030, 164, Uddevallavägen) – Strömstad (Oslovägen, 1035) - Blomsholmsmotet (E6, 988) |
| 178    | Varekil (160, 733) – Ängö (733) – Härlycke (733, 738) – Tegneby (740) – Rålanda (743) – Stora Huseby (745) – Glimsås (746, 770) |
| 180    | Norrby Långgata (42, 1757)– Byttorp (1769) - Fjällgatan – Ebbared (1768) – Sandhult (1762, 1766) Hedared (1682) – Storskogen (1758) – Storsten (1765) – Lygnared (1764, 1753) – Ängabo (1763) – Alingsås (E20, 1890) – Brobacka (190). Genomfart: Borås: Bäckeskogsgatan, Alingsåsvägen. Alingsås: Boråsvägen, Götaplan, Vänersborgsvägen, Kungälvsvägen |
| 181    | Lund (E20, 1910) - Fagrabo (1916) - Bråttensby kyrka (181.02) - Bråttensby (1918, 1911) - Remmene kyrka (1919) - Remmene (1920) - Östergården (1921) - Herrljunga (1933, 183) - Bergagärde (183, 1933) - Stenunga (1933) - Floby - Anguntorp (47) - Hökåsen (2650) - Fäderåsen (1932). Genomfart: Herrljunga: Alingsåsvägen, Ringleden |
| 181.02 | Väg till Bråttensby kyrka (181) |
| 182    | Stentorp (42) – St Svältan (1785, 1903) – Ramnaklev (1907) – Asklanda (1765) – Stenö (183) – Ljung (1811) – Annelund (1848, 1933) – Örekulla (1838, 1812) – Ubby (1839) – Holmen (1842) – Upptorp (1807, 1851) – Väg till Ods kyrka (1813.01) – Hägna (1815) – Murum (1827) – Älmestad (1818, 1859) – Timmele (46, 1835) – Vång (1861) – Förbindelseväg mellan 46 och 182 |
| 183    | Fristad (42, 1801) – Bergastena (1807) – Borgstena (1790, 1789, 1788) – Torpåkra (1810) – Vesene (1848, 1791) – Stenö (182) – S Björke kyrka (1913) – (1912) – (1914) – Bergagärde (181) – Herrljunga (181, 1933) |
| 184    | Sikagården (46) – Falköping – Gudhem – trafikplats Munkatorp (E20) – Bernstorp – Lidköping 44 |
| 186    | Bragnums gård (E20) – Jonslund (2506) – Stora Krogstorp (2505, 2503) – Essunga kyrka (2509) – Häljesgården (2507.1) – Nossebro (190) – Bäreberg (2542, 2543.01) – Bredöl (2547) – Baljefors (2537) – Tengene kyrka (2545, 2536) – Grästorp (47 |
| 187    | Tpl Vara (E20) – Long (47, 47) – St Levene (2546) – Järpås (2591, 2591.01) – Ågården (44) |
| 190    | Lärjemotet (E45) – Angered (521) – Bergum (1937, 557) – (1950) – Gråbo (1939) – Brogården (1968, 1955) - Brobacka (180) – Ålanda (1985) – Antens kapell (1973) – Kvarnabo (1980) – Gräfsnäs (1978) – Erska (1990, 1991) – Sollebrunn (42) – St Mellby (2035, 2040) – Genneved (2037) – Huntorp (2540) – Nossebro (2504, 186). Genomfart Göteborg: Gråbovägen |
| 193    | Rännefalan (47) – Suntakstan (26) – Nolgårdsgatan – S Ringvägen (2812.1, 2844) – Stallängsvägen (2844) – N Ringvägen/Fröjeredsvägen (2812, 2892) – Lagmansgatan – Klämmesbo – Linderyd (195) |
| 194    | Huseby (49) – Värsås – Ebbetorp (201) – Källebo (195) |
| 195    | Jönköpings läns gräns vid Henebacken – Linderyd (193) – Borrbäck (195.01) – Källebo (194, 195.02) – Sjöbonäs (195.03) – Mölltorp (49) |
| 195.01 | Borrbäck – Hjo centrum |
| 195.02 | Källebo – Sveavägen – Hjo centrum |
| 195.03 | Hjo centrum – Sveavägen |
| 200    | Horsåsrondellen (26) – Väring – Tidan – Hjälstad (201) – Töreboda (202) – Hova (E20) –Midskog – Bräckan (26) |
| 201    | Backafall (194) – Tibro (49) – Hästekulla (49) – Moholm – Hjälstad – tpl Ullervad (E20) |
| 202    | Krontorp (E20.4) – N Lövåsen (2959) – Bruket (2961) – Västeräng (2968) – Äskekärr (2966) – Töreboda (3047, 200, 3045, 3042) – Halna (3027) – Sätra (3056) – Ärlagården (3040) – Undenäs (3061, 3061.01) – Brosundet (3024) – Forsvik (3037, 3043) – Svanvik (49) |

### S Värmlands län
| Väg | Sträckning |
| --- | --- |
| 172 | (Bengtsfors-) Västra Götalands länsgräns vid Gustavsfors och vid Gårdsnäs-Årjäng (E 18)-Vännacka (177)-Vårdalen-Sulvik - Jössefors-Arvika (Agneteberg)-Graninge (61) (gemensam sträckning med 177 Årjäng-Vännacka)                                                |
| 175 | Säffle (Rolfserud) (45)-Knöstad (E18) (gemensam sträckning med E18 Knöstad-Ökne)-Nysäter-Arvika (61) |
| 177 | Årjäng-Vännacka (172)-Koppom-Åmotfors (61) (gemensam sträckning med 172 Årjäng-Vännacka) |
| 204 | Gränsen (26)-Örebro länsgräns vid Mo (-Svartå) |
| 236 | Industrileden (557)-Gunnarskärsleden-Lövnäsledenkommungränsen-Suttern-Bergmotet (E18, 63). Genomfart Karlstad: Hammaröleden-Örsholmsleden |
| 237 | (Karlskoga-) Örebro länsgräns vid Spjutberg-Storfors (26) |
| 238 | (Gemensam sträckning med 61 Arvika-Finnebäck och 45 Berga-Sunne) Finnebäck (61)-Skog-Fryksdalshöjden-Berga (45) |
| 239 | Bergeby (45)-Ekshärad (62) |
| 240 | Väsemotet (E 18)-Väse k:a-Ve (571)-Molkom (63, 63)- Stenåsen-Lidsbron-Råbäcken (246) |
| 241 | Sunne (45)-Annefors-Munkerud (62). Genomfart Sunne: Storgatan. Genomfart Munkfors: Fryksdalsvägen |
| 243 | Åtorp - Degerfors – Karlskoga – Nora, i Örebro län. |
| 245 | Gumhöjden (246)-Rämmen (26)-Dalarnas länsgräns vid Pålhammarsäng (-Ludvika) (Gemensam sträckning med 26 Rämmen-Pålhammarsäng) |
| 246 | Filipstad (63)-Fogdhyttan (832)-Nordmark (834)- Motjärnshyttan (835)-Gumhöjden (245) (Gemensam sträckning med 245 Gumhöjden – Hagfors)-Geijersholm (843)-Hagfors- Råbäcken (240)-Bäckåsarna (62). Genomfart Filipstad: Skillervägen. Genomfart Hagfors: Dalavägen |

### T Örebro län
| Väg | Sträckning |
| --- | --- |
| 204 | Värmlands länsgräns vid Mo-Mo (243-Åtorp (507)-Svartå (205)-Svartå herrgård (205)-Dormen (511, 557) -Ljungstorp (558)-Fjugesta (564)-Lanna (E18) |
| 205 | Askersund (50)-Laxå (E20)-samt Laxå (E20)-Svartå herrgård (204) (Vägvisas gemensamt med 204 Svartå herrgård-Svartå)-Svartå (204)-Degerfors (243)-Karlskoga (E18)-Gälleråsen (237)-Grythyttan (244). Genomfart Degerfors: Ölsbodavägen-Jannelundsvägen-Medborgargatan-Karlskogavägen. Genomfart Karlskoga: Degerforsvägen-Drottningvägen               |
| 207 | Klämman (51)-Örebro (Almby)-Odensbacken (52) |
| 233 | Kopparberg (Kristinaplan, 63)-Kolheden (50)-Dalarnas länsgräns vid Djurlången-(Skinnskatteberg) |
| 237 | (Karlskoga)-Gälleråsen (205)-Värmlands länsgräns vid Spjuteberg-(Storfors) |
| 243 | Mo (204)-Degerfors (205). Vägvisas gemensamt med 205 Degerfors-Karlskoga. Karlskoga (E18). Vägvisas gemensamt med E18. Karlskoga (Brickegården) (E18)-Vikersvik (742)-Vikers k:a (741)-Gyttorp (244). Genomfart Degerfors: Jannelundsvägen-Medborgargatan-Karlskogavägen. Genomfart Karlskoga: Degerforsvägen-E18-Österleden-Stolpängsvägen-Noravägen |
| 244 | Hammarn (63)-Grythyttan (205)-Gyttorp (243)- tpl Nora-L Mon (50) |
| 249 | Lindesberg (Rya, 50)-Vedevåg-Frövi-Fellingsbro- Västmanlands länsgräns vid Ytterberga-(Arboga) |

### U Västmanlands län
| Väg       | Sträckning |
| --------- | --- |
| 2 · 3 · 3 | (Kopparberg-) Dalarnas läns gräns vid Plöjningen - Kärrbo (68) - Skinnskatteberg - Gunnilbo (250) - Sothällen (66). Genomfart Skinnskatteberg: Bergslagsvägen – Köpingsvägen                                                       |
| 2 · 4 · 9 | (Frövi -) Örebro läns gräns vid Ytterberga – väg E18/E20, tpl Jäder, Arboga |
| 2 · 5 · 0 | Sandskogstorp (E20) – Kungsör – Högsta (572) - Köping (tpl Strö) (E18) - Gunnilbo (233) - Oti (66, 68) (Vägvisas gemensamt med 66, 68 Oti-Fagersta). Genomfart Kungsör: Kungsgatan. Genomfart Köping: Arbogavägen - Bergslagsvägen |
| 2 · 5 · 2 | Stora Ekeby (56) - Kolbäck - tpl Sörstafors (E18) – Ramnäs (66) |
| 2 · 5 · 6 | Norberg (68) - Västerfärnebo - Salbohed - Stampers (70, 801) |

### W Dalarnas län
| Väg | Sträckning |
| --- | --- |
| 233 | (Kopparberg -) Örebro läns gräns vid Djurlången – Malingsbo (620) – Västmanlands läns gräns vid Plöjningen (- Skinnskatteberg) |
| 245 | (Hagfors -) Tyfors (26) – Fredriksberg – Ulriksberg – Sunnansjö – Finnsviken (66) – Ludvika (50)                               |
| 270 | (Hedemora Gussarvet (69, 70.02, 70) – Långshyttan - Engelsfors (80) (- Hofors)                                                 |
| 293 | N Amsberg (E16, 70) – Smedsbo – Falun (E16, 50). Genomfart Falun: Leksandsvägen                                                |
| 296 | Orsa (985, 993) - Heden (E45) – Skattungbyn – Arvet (301) – Furudal – Dalfors – Gävleborgs läns gräns vid Finsthögst (-Voxna)  |
| 301 | Rättvik (70) – Ingels – Boda – Dalbyn – Arvet (296) (- Edsbyn). Genomfart Rättvik: Centralgatan                                |
| 311 | Sälen (66) – Fulunäs – Sörsjön – Särna (70) – Älvros (70) – Jämtlands läns gräns vid Kölosen (-Tännäs)                         |

### X Gävleborgs län
| Väg    | Sträckning |
| ------ | --- |
| 272    | (Uppsala -) Gysinge (56) - Österfärnebo (500, 503) - Årsunda (521) Berga (527) - Trebo (522) - Sandviken (559-559) - Kallhålet (529) - Medskog (302) - Nyåbron (545) - Ockelbo (576 S ansl) - Ockelbo (576 N ansl) - Säbyggeby (303, 546) - Lingbo (586 -586) - Åsbacka - Holmsveden (588) - Lilltjära (83). Genomfart Sandviken: Årsundavägen – Sveavägen - gemensamt med 559, Gävlevägen - Högbovägen |
| 296    | (Orsa -) Dalarnas läns gräns vid Finnsthögst - Voxna (301) - Los (310) - Los (719) - Brännmyra - Kårböle (84) - Nötberget (84) - Jämtlands läns gräns vid Huskölen (-Ytterhogdal) |
| 301    | (Rättvik -) Dalarnas läns gräns vid Finnsthögst - Voxna (296) - Edsbyn (678, 597, 596) - Ovanåker (682) - Alfta (50) |
| 302    | Kungsgården (522) - tpl Åsen (E16) - Åsen (537) - Norrberg (540) - Överbyn (541) - Järbo (542) - Medskog (272) |
| 303    | Säbyggeby (272) - Östby (303.01) - Vittersjö - tpl Hagsta (E4, 574, 583.01) |
| 303.01 | Väg 272 - Östby (303) |
| 305    | Delsbo (84) - Bjuråker (745) - Friggesund (741) – Hedvigsfors (773) - Hassela (307) - Bäckaräng (770) - Norrbäcken - Västernorrlands läns gräns vid Olsbygget (- Stöde) |
| 307    | Hassela (305) - Hassela k:a (769) - Ede - Älgered (741) - Fiskvik (762) - Vade (763) - Berge (758) - Lindsta (E4) |
| 310    | Västbacka (E45) - Hamra (715) - Los (296) - Näsberg – Korskrogen (84) |

### Y Västernorrlands län
| Väg | Sträckning |
| --- | --- |
| 305 | (Hassela)-Gävleborgs läns gräns vid Olsbygget-Vigge-Fanbyn-Stöde (E14) |
| 314 | (Ytterhogdal-)Jämtlands läns gräns vid Stensån-Kölsillre (315) |
| 315 | (Rätansbyn-)Jämtlands läns gräns vid Galån-Överturingen-Kölsillre (314)-Östavall (83) |
| 320 | Kovland (86)-Sjöändan-Holm-Jämtlands läns gräns vid Sandnäset (-Kälarne) |
| 330 | Kävsta (86)-Bergeforsen (331) |
| 331 | Sörberge (648)-Trafikplats Sörberge (E4)-Bergeforsen (330)- Stavreviken (684, 681)-Nordanå (718)-Viksjö-Märrviken (87) (Vägvisas gemensamt med 87 Märrviken-Österforse) Österforse (87)-Krångsågen (345)-Nordantjäl (1009)-länsgränsen vid Norrånäs |
| 332 | Lunde (90,759)-Klockestrand (825) -Gålån (819)-Kläpp (334)-Gallsäter (833,E4) |
| 333 | Svedje (90)-Nyland-Hammar-Dannero (334) |
| 334 | Kläpp (332)-Lugnvik-Österstrinne-Dannero (333)-Undrom-Grillom (335) |
| 335 | Sollefteå (Remslemon)(90)-Multrå-Björkå-Grillom (334)-Offer (867)-Gålsjö-Sidensjö-Butsjöböle-Haffsta (335.01)-Överhörnäs-Främmerhörnäs (348)jämte väg 335.01 Haffsta-Norrtjärn (E4)                                                                 |
| 345 | (Strömsund)-Jämtlands läns gräns vid Krokfors-Nässjö-Krångsågen (331) |
| 346 | Junsele (90)-Ysjö-Jämtlands läns gräns vid Långvattnet(-Backe) |
| 348 | Främmerhörnäs (E4,335)-Gala-Bredbyn-Kubbe-Seltjärn-Solberg-Västerbottens läns gräns sydost Hälla(-Hälla) |
| 352 | Örnsköldsvik (E4)-Nävertjäl-Björna-Hemling-Nyliden- Västerbottens läns gräns vid Aspsele(-Fredrika). Genomfart Örnsköldsvik: Björnavägen |

### Z Jämtlands län
| Väg | Sträckning |
| --- | --- |
| 296 | (Kårböle–) Gävleborgs läns gräns vid Huskölen–Sänna (E45)                                                                  |
| 311 | (Särna-) Dalarnas läns gränd vid Kölosen – Sörvattnet – Tännäs - Tjärnbräcka (84)                                          |
| 314 | Ytterhogdal (E45)-Minne-Västernorrlands läns gräns vid Stensån (-Kölsillre)                                                |
| 315 | Hedeviken (84)–Vemdalen–Utanbergsvallarna (316)–Rätansbyn (E45)–Västernorrlands läns gräns vid Galån (Östavall)            |
| 316 | Utanbergsvallarna (315)–Klövsjö–Åsarna (E45)                                                                               |
| 320 | (Sundsvall)–Västernorrlands läns gräns vid Sandnäset–Ljungå–Sör- bygden–Kälarne (323)                                      |
| 321 | Svenstavik (E45)–Vigge–Myrviken–Marby–Hallen–Mattmar (E14).                                                                |
| 322 | Staa (E 14)–Bodsjöedet–Skalstugan–riksgränsen vid Sandvika.                                                                |
| 323 | Bräcke (E14)–Nyhem–Dockmyr–Kälarne (320)–Ragunda–Hammar- strand (87)                                                       |
| 331 | (Ramsele–) Västernorrlands läns gräns vid Norrånäs–Backe (Groningsbäck 346).                                               |
| 336 | Järpen (E14)–Bonäshamn–Kall–Kallsedet–Anjan–Melen–riksgränsen vid Finnsjön.                                                |
| 339 | Krokom (Hanaberget, E 14)–(Hissmoböle 340)–Aspås–Föllinge (344)–Lövsjön–Laxsjö–Harbäcken (E45).                            |
| 340 | Krokom (Hissmoböle 339)–Tulleråsen–Landön–Lillholmsjö (344)–Skärvången–Häggsjövik–Hotagen–Valsjöbyn–riksgränsen vid Rengen |
| 342 | Strömsund (E45)–Alanäs–Torsfjärden–Fågelberget–Gäddede–riksgränsen vid Framnäs                                             |
| 344 | Lillholmsjö (340)–Föllinge (339)–Lövsjön (339)–Gåxsjö (753, 788)– Hammerdal (E45)–Skyttmon–Överammer–Selsviken (87).       |
| 345 | Strömsund (E45)–Ulriksfors–Täxan–Västernorrlands läns gräns vid Krokfors (–Ramsele)                                        |
| 346 | (Junsele–) Västernorrlands läns gräns vid Långvattnet–Backe (Groningsbäck 331)–Rossön–Hoting (E45).                        |

### AC Västerbottens län
| Väg    | Sträckning |
| ------ | --- |
| 348    | (Solberg -) Västernorrlands läns gräns sydost Hälla – Hälla (556, 90) |
| 352    | (Björna -) Västernorrlands läns gräns vid Aspsele – Bredträsk (508) – Stennäs – Fredrika (92) |
| 353    | Trafikplats Rödviken (Nordmaling) (E4, 513) – Olofsfors (573) – Baggård (511) – Grubban (510, 525) – Holmfors (570) – Nyåker (511, 533, 538) – Bjurholm (537, 92) (Gemensam sträckning med 92 Bjurholm – Högås) Högås (92) – Fårberget (595) – Västra Örträsk – Skarda (597, 592) – Vänjaurträsk (593) – Vänjaurbäck (588, 594) – Knaften (599-599) – Lycksele (365, 360). Genomfart Bjurholm: Köpmannagatan – Storgatan |
| 360    | Vilhelmina (E45) – Bäsksele (953) – Latikberg (946, 955) – Bäsksjö (956, 957, 956) – Norrbäck (967) – Björkberg (964) – Vinliden (959, 963-963) – Öravan (960) – Tallträsk (961) – Lycksele (353, 365) |
| 363    | Trafikplats Umeå Norra (503) – Umeå (363.01) - Umeå (Västerslättsrondellen)(E12/Rv92) – Hissjö (631, 692) – Kvarnfors (633) – Långviksvallen (629) – Sand (637) – Fredrikshall (661) – Rödånäs (633) – Överrödå (661) – Vindeln (675, 1225, 630, 620, 1225) – Abborrtjärn (684) – Bodarna (711) – Hjuken (711) – Strycksele (699) – Åmsele (707, 704, 700) – Mårdsele (779) – Sikselberg (783) – Rusksele (365) – Vormsele (1032-1032, 1004) – Björksele (1002, 1005) – Vindelgransele (1003) – Holmfors (370) – Gargbro (1025) – väster Gargbro (1023) Sappetsele (1024) – Sandsele (E45) (Gemensam sträckning med E45 Sandsele – Sorsele) Sorsele (E45) – Grannäs (1141) – Hemfjäll – Jillesnoule – Ammarnäs (363.02) – Tjulträsk. Genomfart Umeå: Hissjövägen. Genomfart Vindeln: Storvägen. Genomfart Sorsele: Stationsgatan – Ammarnäsvägen |
| 363.01 | Bomvägen i Umeå (363 – 507) |
| 363.02 | Väg till Ammarnäs kapell (363) |
| 364    | Umeå (Ersbodarondellen)(E12/Rv92, 503) – Fällforsån (647) – Flurkmark (635) – Kroksjö (636, 697) – Österå (639) – Mickelsträsk (640) – Botsmark (651, 620, 722) – Ytteråträsk (721) – Lidsjön (724) – Bjurfors (728) – Västanträsk (780) – Avaborg (730) – Andersfors (779, 732) – Västomsundet (804) – Burträsk (805) – Bodbyn (778, 833) – Ljusrotet (777) – Lappvattnet (741) – Norra Lappvattnet (768) – Renfors (834) – Västra Hjoggböle (811, 821) – Gamla Falmark (822) – Långviken (836) – Orrbäcken (774, 807) – Tjärn (E4) |
| 365    | (Gemensam sträckning med 92 Åsele – Älgsjö) Älgsjö (92) – Yxsjö (946) – Stennäs (947) – Lillögda (949) – Västermyrriset (591) – Vägsele (594, 951) – Graned (952) – Lycksele (353, 360, E12) (Gemensam sträckning med E12 i Lycksele) Lycksele (E12, 702) – Abborrträskliden (703) – Husbondliden (1000) – Ruskträsk (1001) – Rusksele (363) – Raggsjö (1009) – Kvammarn (786) – Stora Kvammarns utlopp (1011) – Norsjövallen (1033, 791) – Bäverhult (370) – Mensträsk (1030) – Treholmsforsen (1012, 846) – Norrbottens läns gräns vid Bredträskliden (- Glommersträsk). Genomfart Lycksele: Vilhelminavägen – Blå Vägen – Sorselevägen |
| 370    | Boliden (95, 805, 857.02) – Renström (854, 846) – Kedträsk (847) – Bjurträsk (842) – Bjurfors (845) – Bäverhult (365) – Gissträsk (1033) – Lillholmträsk (1011, 1005, 1005.01) – Lövberg (1007) – Strömfors (1012) – Åkroken (1008) – Malå (1014) – Stensund (1018) – Bölheden (1017) – Västra Nynäs (1016) – Holmfors (363) |
| 372    | Skellefteå (E4, 95) – Hedensbyn (Östra Leden) – Bergsbyn (839) – trafikplats Skelleftehamn (827) – Skelleftehamn – Rönnskär. Genomfart Skellefteå: N Järnvägsgatan – Skelleftehamnsvägen |

### BD Norrbottens län
| Väg    | Sträckning |
| ------ | --- |
| 356    | Pålsträsket (94) – Fagervik (670) – Vändträsk (586) – Heden S (676) – Heden N (589) – Trångforsen (683) – Boden SV (588, 616) – Boden V (97) - Bodens Centrum (97) - Lillavan (750) – Erikslund (604, 605) - Brändkläppen (383,746) - Skogså (685) – Holmen (972) – Inbyn (686) – Degerselet S (757) - Niemisel (687-760) – Fällträsk (762) – Bjurå ( 695) - Avafors (691) – Småsel (773-696) - Morjärv (765-E10, 744). Genomfart Boden: Norrbottensvägen - Hedenbrovägen - Garnisonsgatan - Moråsleden |
| 365    | (Lycksele-) AC/BD-gräns - Högheden(518) - Glommersträsk (95) |
| 373    | Abborrträsk (95, 531-373.01) – Norrmyran (539) – Boksel (536) - Byskeälven (516-552) – Siksjön (540) – Risnabben (541) – Strömfors (542) - Långträsk (515) - Vattusjön (514) - Stockbäcken (512-551) - Svensbyn (550-501-557) – Vitsand (930) – Bergsviken (503) - tpl Bergsviken (E4) |
| 373.01 | Abborrträsk (373) - Djupträsket (95) |
| 374    | Tpl Piteå Norra (E4, 504) – (k) Rågrindan (506, 508) - Öjebyn (374.01) - Böle (553-550) – Pålberget - Arnemark (563-563) – Arnemark N (567) - Norra byn (Älvsbyn) (94) - Nedre Tväråsel (666) – Övre Tväråsel (659-659,667) - Vidsel (660.01-668) - N Storfors (662) - Ottostorp (E45) |
| 374.01 | Öjebyn (374) - tpl Boviken (E4) |
| 383    | Börjelslandet (E4) – Smedsbyn - Svedjan (684) - Vibbyn (685) - Ören (970) - Flarken (605) - Brändkläppen (356, 746) |
| 392    | Hällan (E10, 98) – Tallvik (796, 836) - Nybyn (98) – Rödupp (836.01) – Ö Ansvar (835) - Salmi (845) – Teurajärvi – Korpilombolo S (849-841) - Ohtanajärvi (857) - Kuusilaki (861) - Sattajärvi – Pajala S (862) – Pajala (99) |
| 394    | Leipojärvi (E10-945-945) – Mettä-Dokkas – Dokkas (942) – Dokkas N (865) - Ullatti (844) – Pieruvaara (848) - Nytorp (840) - Saarisuando (835) – Niva (853) – Tärendö k:a 853,883) - Tärendö (867-851,883) - Anttis (Antinrova) (395) |
| 395    | Vittangi (E45) - Nolttojärvi (891) – Merasjärvi (890) - Masugnsbyn (865) - Vuostokangas (867) - Junosuando (869.01-869-886) – Lovikka – Anttis (Antinrova) (394-885) - Autio (99) |
| 398    | Sangis V (E4-723) - Björkfors S (720) – Björkfors (719, 730) – Långforsen (722) - Lappträsk (767-767) - Littiäinen (799) - Hedenäset (99) |
| 402    | Leipiöjoki (99) - Pello, Sverige (981) - riksgränsen (- Pello, Finland) |
| 403    | Pajala Ö (99 - 982) - Kirkonlahti (983) - Kieksiäisvaara S (896) - Kieksiäisvaara Ö (896) - Kaunisjoensuu (880) - riksgränsen (- Kolari, Finland) |
| 404    | Muodoslompolo S (99) - Muodoslompolo Ö (895) - Taipalensuu (894) - riksgränsen (- Muonio, Finland) |

## Länsvägar som uppgraderats till riksvägar
- Länsväg 103, Ystad - Simrishamn, nu riksväg 9, däremellan riksväg 10
- Länsväg 105, Höör - Stockamöllan, nu riksväg 13
- Länsväg 113, Ängelholm - Klippan, nu riksväg 13
- Länsväg 117, Halmstad - Markaryd, nu riksväg 15
- Länsväg 121, Pukavik - Lönsboda, nu riksväg 15
- Länsväg 123, Lenhovda - Karlskrona, nu riksväg 28
- Länsväg 138, Åseda - Målilla, nu riksväg 23
- Länsväg 155, Smålandsstenar - Jönköping, nu riksväg 26
- Länsväg 186, Grästorp - Falköping, nu riksväg 47. Länsväg 186 går nu på en annan sträcka.
- Länsväg 217, Oxelösund - Nyköping, numera riksväg 53.
- Länsväg 220, Katrineholm - Bettna, numera Riksväg 52.
- Länsväg 222, Nyköping - Malmköping - Eskilstuna, numera riksväg 53. Länsväg 222 går nu på en helt annan sträcka.
- Länsväg 234, Grums - Torsby - Mora, nu E45
- Länsväg 235, Stöllet - norska gränsen, nu riksväg 62
- Länsväg 239, delen Torsby–Vittjärn–norska gränsen, nu E16
- Länsväg 242, Kristinehamn - Mora, nu riksväg 26, däremellan riksväg 64
- Länsväg 247, Ludvika - Björbo, nu riksväg 66
- Länsväg 254, delen Heby - Gävle, nu riksväg 56, däremellan riksväg 67
- Länsväg 266, Hedemora - Falun, nu riksväg 69
- Länsväg 270, delen Norberg–Hedemora, nu riksväg 69
- Länsväg 294, delen Falun - (strax norr om) Mållångsta, nu riksväg 50
- Länsväg 295, Mora - Idre - Norska gränsen vid Flötningen, nu riksväg 70
- Länsväg 297, delen Malung - Transtrand, nu riksväg 66 (Övriga länsväg 297 nu del av länsväg 311)
- Länsväg 301, delen Alfta - Söderhamn (ännu tidigare riksväg 82), nu riksväg 50
- Länsväg 312, Sveg - Norska gränsen, nu riksväg 84
- Länsväg 343, Strömsund—Arvidsjaur—Jokkmokk, nu E45, under en tid riksväg 88 och senare riksväg 45
- Länsväg 351, Åsele - Vilhelmina, nu riksväg 90
- Länsväg 354, Åsele - Dorotea, nu riksväg 92
- Länsväg 361, Storuman - norska gränsen, nu E12
- Länsväg 362, Umeå - Holmsund, nu E12
- Länsväg 371, Arvidsjaur - Arjeplog, under en tid länsväg 375, nu riksväg 95
- Länsväg 391, Överkalix - Övertorneå, nu riksväg 98
- Länsväg 375, (Luleå)Antnäs - Älvsbyn - Arvidsjaur, nu riksväg 94
  - Länsväg 375, Arvidsjaur - Arjeplog - norska gränsen, nu riksväg 95
- Länsväg 395, delen Svappavaara - Vittangi, nu E45, under en tid riksväg 88 och senare riksväg 45
- Länsväg 396, Vittangi—Karesuando, nu E45, under en tid riksväg 88 och senare riksväg 45
- Länsväg 400, Karesuando - Haparanda, nu riksväg 99
- Länsväg 401, Övertorneå - finska gränsen, nu riksväg 98

## Länsvägar som bytt eller tappat länsvägsnummer
Här räknas vägnummer som slopats. En del nummer har återinförts i en helt annan sträckning. Här räknas inte vägar som bytt sträckning delvis.
- Länsväg 103, riksväg 9 - Ingelstorp - Borrby - Simrishamn, nu övrig länsväg utan skyltat nummer.
- Länsväg 130, Vimmerby - Oskarshamn, nu utan skyltat nummer (övrig länsväg H 711 på delen Århult (riksväg 37/47) - Kristdala - Vena samt övrig länsväg H 760 på delen Vena - Vimmerby). Denna vägnumrering gällde 1962-1985. Nuvarande länsväg 130 går sedan 1985 i Kalmar län.
- Länsväg 145, Roma - Ljugarn, nu länsväg 143
- Länsväg 159, Mölndal - Västra Frölunda - Älvsborgsbron - Säve - Angered. Vägen går helt enkelt runt västra halvan av Göteborg. Den heter nu E6.20 (ej skyltat).
- Länsväg 174, Vännacka - Arvika, nu Länsväg 172. Numret har återuppstått i Bohuslän.
- Länsväg 188, gick Vargön - Väne-Åsaka, mellan dåvarande riksväg 42 och riksväg 44. Numera utan skyltat nummer, efter det att 44:an byggdes söder om Hunneberg 1991, och anslöts direkt till 42:an.
- Länsväg 212, Vingåker - Linköping, nu utan skyltat nummer. Numret har återuppstått sydöst om Norrköping.
- Länsväg 228, Saltsjöbadsleden i Nacka är nu kommunal och utan skyltat nummer trots att det är en motorväg.
- Länsväg 245, delen Grangärde - riksväg 60 (nu 50) mellan Ludvika och Borlänge, nu övrig länsväg utan skyltat nummer 245:an öster om Grangärde viker nu ner mot Ludvika (tillsammans med riksväg 66).
- Länsväg 251, Hedemora - Norberg - Karbenning, nu riksväg 69 och länsväg 256, däremellan länsväg 270 och 256
- Länsväg 255, väg 56 vid Tomta - väg 70 Nykrogen, väster om Sala, nu utan skyltat nummer övrig länsväg. Numret har återuppstått i Uppland.
- Länsväg 256, Fagersta - Ängelsberg - Karbenning, nu övrig länsväg utan skyltat nummer. Länsväg 256 mellan Fagersta och Karbenning går nu via Norberg (sträcka gemensam med riksväg 68 + del av före detta länsväg 251)
- Länsväg 291, Tierp - Skärplinge, nu (sedan 1985) övrig länsväg C 740 utan skyltat nummer. Numret har återuppstått på en annan sträcka i Uppland.
- Länsväg 294 Mållangssta - Edsbyn, nu övrig länsväg utan skyltat nummer. Före detta 294 söder om Mållangssta är nu del av riksväg 50, som norr därom viker av mot Alfta i stället för Edsbyn.
- Länsväg 297 Sälen - Särna, nu länsväg 311.
- Länsväg 341 Lillholmsjö - Hammerdal, nu länsväg 344. Länsväg 341 Hammerdal - Ramsele - Näsåker är övrig länsväg utan skyltat nummer.
- Länsväg 384 Råneå - Niemisel, nu utan skyltat nummer
- Länsväg 385 Edefors kyrka - Yttre Lansjärv, nu utan skyltat nummer
- Länsväg 390 Kalix - Morjärv, nu utan skyltat nummer
- Länsväg 393 Övertorneå - Korpilombolo - Narken (Tärendö), nu utan skyltat nummer
- Länsväg 397 Överkalix - Anttis, nu utan skyltat nummer